# Michael Haefliger
Michael Haefliger (* 2. Mai 1961 in West-Berlin) ist ein Schweizer Intendant. Er ist Intendant von Lucerne Festivals.

## Leben
Michael Haefliger wurde 1961 als Sohn des Schweizer Tenors Ernst Haefliger in West-Berlin geboren. Im Alter von sechs Jahren erhielt er seinen ersten Violin- und Klavierunterricht. Von 1978 bis 1983 absolvierte er ein Violinstudium an der New Yorker Juilliard School of Music bei Ivan Galamian und Dorothy DeLay. 1985 debütierte er gemeinsam mit seinem Bruder Andreas beim Lucerne Festival, das damals noch Internationale Musikfestwochen Luzern hiess. An der Hochschule für Wirtschafts-, Rechts- und Sozialwissenschaften der Universität St. Gallen setzte er seine Ausbildung im Managementbereich fort und schloss sie als „Executive MBA“ ab. Ein Stipendium ermöglichte ihm später ausserdem den Besuch des „General Manager Program“ der Harvard University in Massachusetts. Zunächst verfolgte Michael Haefliger eine solistische Karriere als Konzertgeiger, die ihn u. a. zu den Festivals nach Luzern, Interlaken und Spoleto führte. 1986 gehörte er zu den Mitbegründern des Festivals «Young Artists in Concert» in Davos, das er bis 1998 als Intendant leitete. Überdies verantwortete er von 1996 bis 1998 als Künstlerischer Leiter das Programm des Collegium Novum Zürich, wo er eine Werkretrospektive von Sofia Gubaidulina und die Zyklen «Music from USA» sowie «Wien x 3» durchführte.
Am 1. Januar 1999 trat Michael Haefliger das Amt des Intendanten des heutigen Lucerne Festivals an. Hier setzte er seither zahlreiche neue Impulse wie das innovative Konzertformat „40min“ und erweiterte das jährliche Programmangebot um drei neue Kurzfestivals: «Lucerne Festival Forward» für zeitgenössische Musik im November, ein Frühlingsfestival mit dem Lucerne Festival Orchestra und ein neues Klavierfest im Mai, das der Pianist Igor Levit kuratiert. Für jedes Sommer-Festival schafft er durch ein Thema künstlerische und gesellschaftspolitische Akzente, so brachte er 2016 mit dem Motto «PrimaDonna» die Rolle der Frau in der Musikwelt ins Gespräch, 2021 stand «Verrückt» im Fokus, 2022 das gesellschaftskritische Thema «Diversity».
Für jedes Sommer-Festival setzte Haefliger durch ein Thema künstlerische und gesellschaftspolitische Akzente: Zu Anfang seiner Intendanz sorgte er mit «Mythen», «Metamorphosen» und «Schöpfung» für frischen Wind, 2019 stand das Thema «Macht» und 2024 dann «Neugier» mit Fokus auf zeitgenössische Musik. 2025, im letzten Jahr seiner Intendanz, steht das Sommer-Festival unter dem Motto «Open End».
Im Frühjahr 2021 kündigte er die neue Struktur des Lucerne Festivals an. Das Festivalprogramm gliedert sich seitdem in die Sparten «Symphony», «Contemporary» und «Music for Future». 2021 gründete er das Lucerne Festival Contemporary Orchestra (LFCO), ein Spitzen-Orchester für zeitgenössische Musik, das auch im Ausland bei namhaften Festivals und Veranstaltern gastiert. Sein besonderes Augenmerk für Zeitgenössische Musik zeigt sich durch die Verpflichtung jährlicher «composers-in-residence»; mit der Berufung von «artistes étoile» erhalten herausragende Künstler allsommerlich Gelegenheit, sich in verschiedenen Konzertformaten zu präsentieren. Mit Claudio Abbado begründete er das «Lucerne Festival Orchestra», mit Pierre Boulez die «Lucerne Festival Academy». Nach dem Tod der beiden Gründer leitete er 2016 die neue Ära der beiden Institutionen ein und berief Riccardo Chailly als neuen Chefdirigenten des Lucerne Festival Orchestra sowie Wolfgang Rihm als Künstlerischer Leiter der Lucerne Festival Academy.
Haefliger rief ausserdem wichtige Auszeichnungen mit Partnern und Stiftungen wie den UBS Young Artist Award, den Prix UBS Jeunes Solistes, die «Roche Commissions», die «Roche Young Commissions» oder den «Fritz-Gerber-Award» ins Leben. Seit 1999 fanden knapp 400 Uraufführungen im Rahmen des Festivals statt, über 280 Auftragswerke wurden an zeitgenössische Komponist*innen vergeben. Nach dem verheerenden Erdbeben in Japan im Herbst 2011 initiierte Haefliger mit Sir Anish Kapoor, Masahide Kajimoto und Arata Isozaki mit der mobilen Konzerthalle Lucerne Festival Ark Nova die erste aufblasbare Konzerthalle der Welt als innovatives soziales Projekt. Im September 2025 kommt die Ark Nova als eines der erfolgreichsten internationalen Projekte des Festivals erstmals nach Europa und wird parallel zum Sommer-Festival in Luzern aufgebaut und bespielt.

## Mitgliedschaften
Michael Haefliger ist Mitglied des Stiftungsrats des Davos Festival, der UBS-Kulturstiftung, der Stiftung Pierre Boulez und seit 2020 des Schweizerischen Jugendmusikwettbewerbs. Von 2012 bis 2018 war er ausserdem Mitglied des Stiftungsrats des World Arts Forum und von 2008 bis 2020 Mitglied des Stiftungsrats der Avenir Suisse. Er ist Vorsitzender der Jury des UBS Young Artist Award und seit Anfang 2024 Board Member der Lang Lang International Music Foundation.

## Ehrungen
Das World Economic Forum Davos ernannte Michael Haefliger im Januar 2000 zum «Global Leader of Tomorrow». 2003 wurde er mit dem europäischen Kultur-Innovationspreis und 2007 mit dem Tourismus Award des «Tourismus Forums Luzern» ausgezeichnet. 2013/2014 wurde er mit dem Innerschweizer Kulturpreis, dem Award der «Swiss Society of New York» und mit der Ehrennadel der Stadt Luzern ausgezeichnet. Am 12. Juni 2025 erhält er den International Citation of Merit Award für sein langjähriges, wegweisendes Engagement von der International Society for the Performing Arts (ISPA).

## Belege
1. ↑  Michael Haefliger gleich mehrfach ausgezeichnet. In: Neue Luzerner Zeitung vom 4. Februar 2014

| Personendaten    | Personendaten                             |
| ---------------- | ----------------------------------------- |
| NAME             | Haefliger, Michael                        |
| KURZBESCHREIBUNG | Schweizer Intendant des Lucerne Festivals |
| GEBURTSDATUM     | 2. Mai 1961                               |
| GEBURTSORT       | West-Berlin                               |